# HD 87883
HD 87883 (HIP 49699 / SAO 61890 / BD+34 2089) es una estrella en la constelación de Leo Minor que se localiza 1º al sur de 21 Leonis Minoris.
De magnitud aparente +7,57, no es visible a simple vista.
Desde 2009 se conoce la existencia de un planeta extrasolar en órbita alrededor de esta estrella.
HD 87883 es una enana naranja de tipo espectral K0V —una estrella de la secuencia principal similar al Sol pero más fría y tenue— distante 59,0 años luz del sistema solar.
Sus propiedades físicas son semejantes a las de 12 Ophiuchi o Gliese 75, si bien, a diferencia de éstas, no existe constatación de que HD 87883 sea variable.
Con una temperatura superficial de 4980 K, su luminosidad equivale al 32% de la luminosidad solar.
Tiene un radio menor que el del Sol —un 76% del mismo— y una masa de 0,82 masas solares.
Rota con una velocidad de 2,2 km/s y emplea aproximadamente 41,2 días en dar una vuelta completa.
Su edad se estima en 9800 millones de años, más del doble de la edad del Sol.
HD 87883 posee un contenido relativo de hierro mayor que el solar ([Fe/H] = +0,093).
Las abundancias de oxígeno, magnesio y titanio son comparables a las de nuestra estrella, sólo el contenido de silicio parece ser más elevado.

## Sistema planetario
El planeta que gira en torno a HD 87883, denominado HD 87883 b, es un planeta de largo período orbital —7,54 años— y se mueve en una órbita muy excéntrica; su separación respecto a la estrella oscila entre 1,69 y 5,51 UA.
| Acompañante (En orden desde la estrella) | Masa (MJ)       | Período orbital (días) | Semieje mayor (UA) | Excentricidad |
| ---------------------------------------- | --------------- | ---------------------- | ------------------ | ------------- |
| HD 87883 b                               | > 1,78 (± 0,34) | 2754 (± 87)            | 3,6 (± 0,08)       | 0,53 (± 0,12) |